# Why Worry?
Why Worry? is een stomme film uit 1923 onder regie van Fred C. Newmeyer en Sam Taylor. Het is de eerste film waarin Jobyna Ralston naast Harold Lloyd te zien is. Voordien speelde Mildred Davis voornamelijk naast hem in films, maar toen deze met pensioen ging om "Mrs. Harold Lloyd" te worden, koos hij een actrice die het tegenovergestelde van Davis was.

## Verhaal
Harold Van Pelham is een rijke zakenman die denkt dat hij dodelijk ziek is en daarom op vakantie gaat naar een tropisch gebied in Zuid-Amerika. Hij hoopt hier een paar rustige weken te kunnen beleven. Het tegendeel blijkt als hij midden in een revolutie terechtkomt. Hij heeft dit aanvankelijk niet door, totdat hij de gevangenis in gegooid wordt. Hier ontmoet hij zijn vriend, de reus Colosso. Wanneer ze uitbreken, tracht hij met hem de revolutie te stoppen zodat hij toch nog een rustige vakantie kan beleven.

## Rolverdeling
| Acteur         | Personage         |
| -------------- | ----------------- |
| Harold Lloyd   | Harold Van Pelham |
| Jobyna Ralston | The Nurse         |
| John Aasen     | Colosso           |
| Wallace Howe   | The Valet         |
| Jim Mason      | Jim Blake         |
| Leo White      | Herculeo          |